# استیون کالابریسی
استیون کالابریسی (انگلیسی: Steven Calabresi؛ زادهٔ ۱ مارس ۱۹۵۸) وکیل، و استاد اهل ایالات متحده آمریکا است.
یک محقق حقوقی آمریکایی است که استاد حقوق کلیتون جی و هنری آر باربر در دانشگاه نورث وسترن است. او رئیس مشترک جامعه فدرالیست است. او برادرزاده کالابریسی گیدو، یک قاضی دادگاه استیناف حوزه دوم ایالات متحده آمریکا و رئیس سابق  مدرسه حقوق ییل است.